# アーヴァル情報局 成瀬・白石のすまいるらじお
アーヴァル情報局　成瀬・白石のすまいるらじお（アーヴァルじょうほうきょく なるせ・しらいしのすまいるらじお）は、ABHARのPCゲームなどの情報を扱うインターネットラジオ番組である。2009年8月28日に初回配信、同9月25日から隔週金曜日に配信が行われていた。番組のオープニングに「笑いはじめ」、エンディングには「これにて、笑い終わり」と宣言する。
また、携帯専用コンテンツとして、約5分の出張版が配信されていた。こちらは2009年11月6日に第1回が配信され、同11月13日から隔週金曜日に配信が行われていた。実質的に、毎週金曜日に通常版と出張版が交互に更新される形となっていた。
通常版は2010年2月26日配信分、出張版は2010年2月19日配信分をもってそれぞれ終了した。

## パーソナリティ
成瀬未亜（声優）…番組内の愛称は「み～ちゃん」
白石稔（声優）…番組内の愛称は「み～くん」

## テーマ曲

### オープニング
- reach for the runway（歌：Rita、ゲームすまいるCubic!オープニングテーマ）

### エンディング
- Canvas KIYO ver.（歌：KIYO、ゲームすまいるCubic!エンディングテーマ）

出張版ではエンディングテーマは流れない。

## コーナー
- ふつおた

普通のおたよりを紹介するフリートークコーナー。
- にこどじおぱなし～

思わず笑顔になるようなリスナーのうっかり体験を紹介する。うっかり具合をパーソナリティ2人が「うぽ」（うっかりポイント）で評価。それぞれの持ち「うぽ」は5。満「うぽ」は10となる。
- 内浜インフォメーション

すまいるCubic!のキャラクターである千鳥水面と上村実が、ABHARのゲームやイベントなどの情報を紹介する。
ういんどみるのシナリオライター、サイトウケンジが台本を手がけている。そのため、時折「祝福のカンパネらじお」の「トルティアインフォメーション」を彷彿とさせる展開、ネタ運びがある。
- アーヴァル緊急企画会議中！！

2人にやってほしいコーナーを募集する。第0回でも事前に番組のコーナー案を募集、決定した。

## イベント
- コミックマーケット76（2009年8月16日）

ABHARブースのイベント第1部にて、当番組初回（第0回）分の公開収録を行った。成瀬は浴衣姿で参加。2009年8月28日、音泉で配信。
- AKIBA Game Fair at AKIBA SQUARE 2009（2009年9月26日）

「ABHAR & Clochette」の第1部で2回目の公開録音を行った。2009年10月21日、臨時配信扱いでHOBiRECORDSにて公開。